# 小川瞳 (ピアニスト)
小川 瞳（おがわ ひとみ、1986年9月25日 - ）は、日本のクラシック音楽のピアニスト、作家。血液型はB型。
所属、及川音楽事務所所属。日本演奏連盟会員、国際芸術連盟会員。

## 受賞歴
- 日本クラシック音楽コンクール全国大会入賞(2000年、2004年、2008年)
- ピティナピアノコンペティション[3] ソロ部門、コンチェルト部門 各全国大会入賞(2003年、2004年、2006年、2008年)
- 東関東ピアノオーディション・北関東ピアノオーディション グランプリ・県知事賞等受賞(2006年、2007年)
- ショパンコンクール in ASIA[4] 全国大会特別金賞受賞(2010年)
- 「アジア国際音楽コンサート」にて新人賞受賞(2012年)
- 史上二人目となるピディナ継続100回表彰受賞(2013年)

## 活動
茨城県立水戸第一高等学校卒業。瀧塚順子、横山幸雄、ジョージ・カーン、アヴォ・クユムジャンに師事。池辺晋一郎、園田高弘、椎野伸一、ニキタ・ユジャニン、パスカル・ドゥヴァイオン、ペーテル・ヤブロンスキー、ピョートル・アンデルジェフスキ、玉置善己、岡本美智子、青柳晋、清塚信也等数多くの公開レッスンを受講。
各種コンクールによる受賞者記念演奏会等多数出演。コンクールの審査員や学校などの公共スペースでのトークコンサート等幅広く活動している。
2011年から自身のブログ「小川瞳 －本と音－」、「小川瞳 －本音－」で活動情報やメッセージを発表し、2014年からはLatteにてピアノに関するコラムを連載中。2013年には公式ファンクラブ「ひとみ音物語の会」が発足している。2015年からは公式ホームページや最新ブログ「瞳のせせらぎ」で情報発信中。ピアノ音楽誌月刊「ショパン」2017年7月号に特集ページが組まれる。

### 活動内容詳細
- 水戸芸術館「園田 高弘 ピアノのための公開セミナー」第11回、第15回受講(2000年、2001年)
- ショパンピアノコンチェルト第一番 イ・ソリスティ・イバラキ室内合奏団と共演(2002年)
- グリーグピアノコンチェルト イ・ソリスティ・イバラキ室内合奏団と共演(2003年)
- 「クールシュベール in かさま」受講(2005年〜2008年)
- 水戸芸術館「茨城の名手・名歌手たち」出演(2006年)
- 「横山幸雄と音の集い」出演(2006年、2007年、2009年、2011年)
- グリーグピアノコンチェルト　東京ロイヤルフィルハーモニーオーケストラと共演(2007年)
- リストピアノコンチェルト第一番 水戸室内管弦楽団と共演(2008年)
- モーツァルテウム教授、ジョージ・カーン マスタークラスコンサート出演(2008年、2009年)
- チェイコフスキーピアノコンチェルト第一番 東京ロイヤルフィルハーモニーオーケストラと共演(2009年)
- 茨城県立歴史館においてリサイタルを開催(2010年)
- ラフマニノフピアノ協奏曲第二番 東京ロイヤルフィルハーモニーオーケストラと共演(2011年)
- 水戸芸術館にてリサイタル開催(2011年11月27日)
- ショパンピアノコンチェルト第一番　東京ロイヤルフィルハーモニーオーケストラと共演(2012年)
- ラ・フォル・ジュルネ・オ・ジャパン『熱狂の日』音楽祭出演(2012年)
- 日立シビックセンターにおいてアトリウムコンサートを開催(2012年〜2015年)
- アクアワールド・大洗においてリサイタルを開催(2013年)
- 国際芸術連盟オーディション、東京国際芸術協会オーディションに合格(2013年)
- 国際芸術連盟主催コンサート「海の見える風景[11]」に出演(2013年)
- 「東京国際芸術協会[12]新人演奏会」に出演(2013年)
- 東京文化会館にてリサイタル開催(2013年9月14日)
- ファンクラブ「ひとみ音物語の会」発足。ファンクラブ会長は河原井 忠男氏(2013年)
- 「横山幸雄プロデュース　門下生による若手ピアニストの仲間達」出演(2013年)
- 日暮里サニーホール[13]コンサートサロンにてリサイタル開催(2014年1月26日)
- チャイコフスキーピアノ協奏曲第一番 東京国際芸術協会管弦楽団と共演(2014年)
- 常陽藝文ホール[14]にてリサイタル開催(2014年11月23日)
- 文京シビックホール(小ホール)にて新春ガラコンサート出演(2015年1月12日)
- すみだトリフォニーホール小ホールにてリサイタル開催(2015年8月28日)
- 常陸大宮市文化センターロゼホール[15]大ホールにて「みんなで楽しむオーケストラ」演奏会で東京室内管弦楽団とピアノ協奏曲共演(2015年9月6日)
- 大子町文化福祉会館「まいん」[16]にて「茨城県女性活躍推進企画提案支援事業の講演会」でミニコンサート開催(2015年9月9日)
- 北茨城市民ふれあいセンター[17]にてミニコンサート開催(2015年9月16日)
- 高萩市文化会館[18]にてミニコンサート開催(2015年9月18日)
- 水戸芸術館コンサートホールATMにてリサイタル開催(2015年10月4日)
- オークラフロンティアホテルつくばにて、日本看護協会の懇親会に出演(2015年10月22日)
- 水戸のピティナピアノステップに出演(2015年10月24日)
- 渋谷区文化総合センター大和田伝承ホールにて、第20回JIRA音楽コンクール 入賞・入選記念エクセレント・アーティスト・コンサート出演(2015年12月2日)
- 文京シビックホール(小ホール)にて、ニューイヤーガラコンサート出演(2016年1月23日)
- 文京シビックホール(小ホール)にて、コンサート開催(2016年5月5日)
- けやきホールにて、「星空に響く」七夕コンサート出演(2016年7月7日)
- 文京シビックホール(小ホール)にて、及川音楽事務所　第153回フレッシュガラコンサート出演(2016年9月19日)
- 新宿文化センター(小ホール)にて、及川音楽事務所　第154回フレッシュガラコンサート出演(2016年11月23日)
- 文京シビックホール(小ホール)にて、及川音楽事務所　ニューイヤー ガラコンサート出演(2017年1月21日)

## CD
- オムニバスCD「at home Wedding Vol.2」(TIAA MUSIC ENTERTAINMENT、2013年12月15日)
- ソロCD「小川瞳 PIANO LIVE」(TIAA MUSIC ENTERTAINMENT、2013年9月11日)

## 著書
- 『儚き日常』(日本文学館、2008年4月1日、ISBN 978-4776516941)
- 『幻想の箱』(文芸社、2008年12月15日、ISBN 978-4286056388)
- 『私世界』(日本文学館、2010年10月1日、ISBN 978-4776524427)